# Heterotropus zarudnyi
Heterotropus zarudnyi är en tvåvingeart som beskrevs av Paramonov 1947. Heterotropus zarudnyi ingår i släktet Heterotropus och familjen svävflugor.
Artens utbredningsområde är Iran. Inga underarter finns listade i Catalogue of Life.